# چلدنی (دهانه)
چلدنی یک دهانه برخوردی در ماه‌ است.